# Asma Bjaoui
Pour les articles homonymes, voir Bejaoui.
Asma Bjaoui, née le 10 mars 1992, est une judokate tunisienne.

## Carrière
Asma Bjaoui est médaillée d'argent aux championnats d'Afrique 2010 (en moins de 63 kg) et aux championnats d'Afrique 2012 (en moins de 63 kg).
Elle remporte la médaille de bronze aux championnats d'Afrique 2009 (en moins de 70 kg) et aux championnats d'Afrique 2013 (en moins de 63 kg).